# Ubrique (Gerichtsbezirk)
Der Gerichtsbezirk Ubrique ist einer der 14 Gerichtsbezirke in der spanischen Provinz Cádiz.
Der Bezirk umfasst 7 Gemeinden auf einer Fläche von 472,82 km² mit dem Hauptquartier in Ubrique.

## Gemeinden
| Gemeinde                | Einwohner (2024) | Fläche km² | Dichte Einw./km² | Cod INE | Postleitzahl |
| ----------------------- | ---------------- | ---------- | ---------------- | ------- | ------------ |
| Benaocaz                | 754              | 69,39      | 11               | 11009   | 11612        |
| El Bosque               | 2.249            | 30,75      | 73               | 11011   | 11659        |
| Grazalema               | 1.998            | 122,41     | 16               | 11019   | 11610        |
| Prado del Rey           | 5.667            | 48,58      | 117              | 11026   | 11660        |
| Ubrique                 | 16.439           | 69,75      | 236              | 11038   | 11600        |
| Villaluenga del Rosario | 462              | 59,46      | 8                | 11040   | 11611        |
| Zahara de la Sierra     | 1.355            | 72,48      | 19               | 11042   | 11688        |
| Gerichtsbezirk Ubrique  | 28.924           | 472,82     | 61               | –       | –            |